# Municipio de Barrington
El municipio de Barrington (en inglés: Barrington Township) es un municipio ubicado en el condado de Cook en el estado estadounidense de Illinois. En el año 2010 tenía una población de 15636 habitantes y una densidad poblacional de 167,62 personas por km².

## Geografía
El municipio de Barrington se encuentra ubicado en las coordenadas 42°6′42″N 88°10′45″O / 42.11167, -88.17917. Según la Oficina del Censo de los Estados Unidos, el municipio tiene una superficie total de 93.28 km², de la cual 90.25 km² corresponden a tierra firme y (3.26%) 3.04 km² es agua.

## Demografía
Según el censo de 2010, había 15636 personas residiendo en el municipio de Barrington. La densidad de población era de 167,62 hab./km². De los 15636 habitantes, el municipio de Barrington estaba compuesto por el 80.13% blancos, el 0.95% eran afroamericanos, el 0.15% eran amerindios, el 16.03% eran asiáticos, el 0.01% eran isleños del Pacífico, el 0.89% eran de otras razas y el 1.84% pertenecían a dos o más razas. Del total de la población el 3.46% eran hispanos o latinos de cualquier raza.